# KARI KSR-3
KSR-3（Korean Sounding Rocket-3），是韓國航空宇宙研究院所設計的3號探空火箭。

## 規格
- 酬载：150 公斤
- 高度：42.7 公里
- 射程：79 公里
- 推力：13 公頓重
- 重量：6.1 公噸
- 直徑：0.42 公尺
- 長度：13.5 公尺
- 燃燒時間：53 秒
- 發射：2002年

## 外部連結
- Encyclopedia Astronautica